# David-Alexandre Dicanot
David-Alexandre Dicanot (né le 23 septembre 1973 en Martinique) est un joueur de football français (international martiniquais), qui évolue au poste de défenseur.

## Biographie

### Carrière en club
Dicanot joue 71 matchs en Ligue (32 avec Martigues et 39 avec Lorient).

### Carrière en sélection
Avec l'équipe de Martinique, il joue 12 matchs (pour aucun but inscrit) entre 2002 et 2003. 
Il figure dans le groupe des sélectionnés lors des Gold Cup de 2002 et de 2003. La Martinique atteint les quarts de finale de cette compétition en 2002.

## Palmarès
Club franciscain
- Championnat de la Martinique (4) :
  - Champion : 2002-03, 2003-04, 2004-05 et 2005-06.

- Coupe de la Martinique (3) :
  - Vainqueur : 2002-03, 2003-04 et 2004-05.